# Alexander Roda Roda
Alexander Roda Roda, ursprungligen Sándor Friedrich Rosenfeld, född 13 april 1872 i Drnowitz i Mähren, död 20 augusti 1945 i New York, var en österrikisk författare och publicist.

## Liv och verk

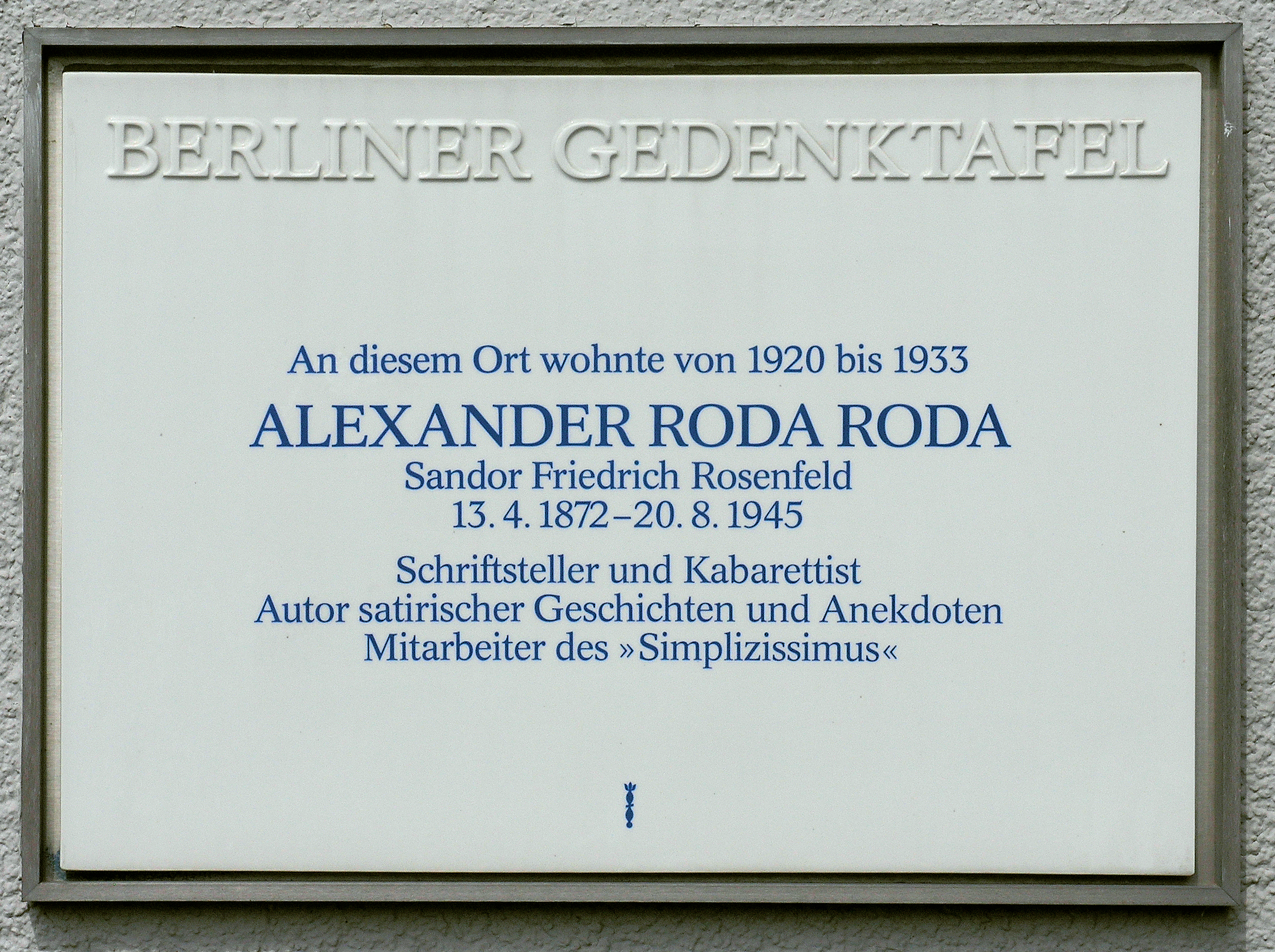
Minnestavla på Innsbrucker Straße 44 i Berlin–Schöneberg

Roda Roda växte upp i Puszta Zdenci, i dag Grubišno Polje (Kroatien), där hans far Leopold Rosenfeld arbetade som förvaltare på ett gods. Familjen kallade sig inofficiellt för ”Roda” (”stork” på serbiska och kroatiska) för att undvika de problem som var förenade med det judiska namnet Rosenfeld. Han skrev romaner tillsammans med sin tre år yngre syster Marie (”Mi”). Syskonen kom överens om att använda författarnamnet A.M. Roda Roda för att visa att de var ett ”dubbelväsen”.
Efter att ha avbrutit sina juridikstudier i Wien tog Roda Roda värvning och tjänstgjorde med början den 1 oktober 1893 vid ett artilleriregemente i  Agram. År 1894 konverterade han till katolicismen. Från 1899 var hans efternamn även officiellt Roda och från 1906 Roda Roda.
Roda Roda lät 1900 publicera sina första texter i tidskriften Simplicissimus. Han blev vid flera tillfällen föremål för disciplinåtgärder och flyttades 1901 över till reserven som överlöjtnant. Skrivandet tog nu upp alltmer av hans tid. I dramat Dana Petrowitsch bearbetade han sin korta intensiva kärlekshistoria med den tio år äldre skådespelerskan Adele Sandrock. I september 1905 ingick han ett ”fritt äktenskap” med Elsbeth Anna Freifrau von Zeppelin.
År 1907 avskedades Roda Roda från armén och fråntogs sin militära grad med hänvisning till att han på olika sätt hade förbrutit sig mot sin ”officersära”. Av det röda fodret i sin uniformsrock lät han sy en väst, som under flera decennier kom att vara hans kännetecken. Tillsammans med Carl Rössler skrev han militärkomedin Der Feldherrnhügel, som fick sitt uruppförande 1909. I stycket hånades den militära inskränktheten och den meningslösa hierarkin.
Den 11 augusti 1914 blev Roda Roda krigsreporter för Neue Freie Presse. Fram till 1917 skrev han mer än 700 bidrag till tidningen. Han skrev även ett antal artiklar för den tyskspråkiga Budapesttidningen Pester Lloyd. År 1920 flyttade Roda Roda till Berlin. Under 1920-talet hade han stora framgångar med humoristiska verk. Han uppträdde även i kabaréer och underhöll kontakter med dussintals författare, skådespelare, filmskapare och andra konstnärer.
Efter nazisternas maktövertagande och Tysklands annektering av Österrike emigrerade Roda Roda till USA. Han dog i New York vid 73 års ålder av leukemi den 20 augusti 1945.